# Giuseppe Ciabattini
Giuseppe Ciabattini (Aulla, 20 de marzo de 1884 – Milán, 1962) fue un actor, director de cine y comediógrafo italiano.
En 1956 Ciabattini publicó dos novelas policiacas en la colección I gialli Mondadori, que se inspiraban en seis relatos largos, recogidos bajo el título de Sei casi per Tre Soldi. En un primer momento los relatos fueron emitidos por radio, pero a continuación la Mondadori los publicó todos en un apéndice a los volúmenes de dicha colección.

## Filmografía

### Actor
- La bambola di Mimma (cortometraje) (1914)
- Addio felicità! (1914)
- Il romanzo di Fabienne (1917)
- La pecorella smarrita (1917)
- Maternità (1917)
- La figlia della tempesta (1917)
- Tua per la vita (1917)
- Uragano (1918) - también guionista
- L'ultima serata dei diavoli volanti (1920)
- La principessa nera (1920)
- Il mistero dello scafandro grigio (1920)
- Avanti c'è posto..., dirigida por Mario Bonnard (1942)

### Director
- La pecorella smarrita (1917)
- La leggenda dei Costamala (1917)
- Il romanzo di Fabienne (1917)
- El pezzente gentiluomo (1921)
- Un dramma in montagna (1921)
- Nel gorgo della sventura (1923)
- La governante di papà (1927)
- Fra i ghiacciai dell'Hortler (1929)

## Obras
- La prima ora, Tivoli, Tip. Mantero (1919)
- Otto commedie: La prima ora. Il rogo. La draga. La morte degli eroi. Il secondo amante. Nai-ko. 7-6^. Tiziano in ascensore, Tivoli, Tip. Mantero (1938)
- Tre soldi e la donna di clase, Milano, A. Mondadori (1956)
- Tre soldi e il duca, Milano, A. Mondadori (1956)
- I gialli della fauna: Sei inchieste poliziesche nel Regno degli animali, Torino, Editrice Internazionale (1957)